# Petru Tarhon
Petru Tarhon (n. 15 ianuarie 1930, Cornești, România) este un biolog, profesor universitar și om de cultură din Republica Moldova. Este doctor habilitat, laureat al Premiului de Stat și Om Emerit în știință și învățământ.
A scris 22 de cărți, printre care:
- Urme în calea uitării de: Tarhon, Petru (Text tipărit)
- Parcul dendrologic din satul Miciurin (Ghica Vodă), raionul Drochia de: Tarhon, Petru (Text tipărit)
- Viața consacrată științei și învățământului de: Tarhon, Petru (Text tipărit)
- Apa – izvorul vieții de: Tarhon, Petru (Text tipărit)
- Didactica generală a biologiei de: Tarhon, Petru (Text tipărit) Redactor [220]
- Parcurile moșierești: le pierdem definitiv?!: [despre parcurile Țaul – Dondușeni, Pavlovca – Briceni, Mândâc – Drochia, unde găsim cele mai reușite modele de arhitectură peisagistică din Europa] de: Tarhon, Petru (Text tipărit) Autor [070]
- Savantul Petru Tarhon-exemplu de slujire neamului țării: [Cercetător științific al Muzeului Național de Etnografie și Istorie Naturală] de: JOSU, NINA (Text tipărit)
- Rezistența plantelor la factorii abiotici nefavorabili: Îndrumar metodic de: Bîrsan, Ana; Tarhon, Petru (Text tipărit) Autor [070]
- Un inovator în muzeologie: [despre Mihai Ursu, directorul Muzeului Național de Etnografie și Istorie Naturală] de: Tarhon, Petru; Pană, Sergiu (Text tipărit) Autor [070]

Tarhon a studiat 50 de parcuri boierești din Republica Moldova.

## Legături externe
- Petru Tarhon în Panteonul Neamului Arhivat în 27 ianuarie 2016, la Wayback Machine.